# Otto von Moser
Otto von Moser (21. března 1860 Stuttgart – 11. října 1931 Isny im Algäu) byl vojenský historik a vysoce vyznamenaný důstojník německé císařské armády v hodnosti Generalleutnant (Generálporučík) v období první světové války. Mimo jiné byl držitelem mnoha vyznamenání včetně pruského řádu Pour le Mérite, kterým byl vyznamenán jako velitel XIV. záložního armádního sboru (XIV. Reserve-Armeekorps) po bitvě u Arrasu v létě roku 1917.

## Mládí a počátky vojenské kariéry
Otto von Mosser se narodil 21. března roku 1860 ve württemberském městě Stuttgart. Byl synem obchodního rady Alwina Mosera (1823–1906) a Augusty, rozené Kleinlogelové (1827–1900).
Mladý Otto se po vzoru svého otce rozhodl vstoupit do armády a jako mladý praporčík (Fähnrich) byl zařazen ke 126. württemberskému pěšímu pluku (Infanterie-Regiment „Großherzog Friedrich von Baden“ (8. Württembergisches) Nr. 126), kde byl v říjnu následujícího roku povýšen do hodnosti poručíka (Sekondeleutnant).
Od konce července roku 1882 až do počátku března následujícího roku byl von Moser převelen na vojenskou gymnastickou školu, kde absolvoval rozšířený tělesný výcvik a později zde působil jako asistující učitel. K počátku května roku 1884 byl von Moser převelen zpět ke svému původnímu pluku, kde byl jmenován do funkce pobočníka velitele střeleckého praporu. Zde se von Moser dočkal 23. února roku 1889 povýšení do hodnosti nadporučíka (Premierleutnant).
K 1. říjnu roku 1889 nastoupil von Moser na pruskou válečnou akademii v Berlíně. Po jejím dokončení byl zařazen ke generálnímu německému štábu, kde byl v září roku 1893 povýšen do hodnosti kapitána (Hauptmann). V dubnu následujícího roku byl von Moser převelen ke 119. württemberskému pluku granátníků (Grenadier-Regiment „Königin Olga“ (1. Württembergisches) Nr. 119), kde byl jmenován velitelem roty.
Jeho vojenské kariéra strmě stoupala a kapitán von Moser byl v polovině listopadu roku 1897 převelen do štábu 27. württemberské divize generálmajora Wilhelma von Sicka, kde byl jmenován prvním důstojníkem generálního štábu divize; v polovině září roku 1899 byl povýšen do hodnosti majora (Major).
Koncem ledna roku 1913 byl von Moser převelen do východowürttemberského Ulmu, aby zde převzal velení 53. pěší brigády. V té době sloužil pod jeho velením u brigády i pozdější německý polní maršál, Erwin Rommel, který byl zařazen jako velitel čety u 124. pěšího pluku.

## První světová válka
S vypuknutím první světové války byl generálmajor von Moser odvelen se svojí pěší brigádou na západní frontu, kde byl nasazen do bojů poblíž severofrancouzského městečka Romagne-sous-Montfaucon. Zde byl také za nedlouho raněn. Po zotavení byl generálmajor von Moser zařazen jako důstojník „k dispozici“, ale k počátku června roku 1915 byl jmenován velitelem 107. pěší brigády a odvelen na východní frontu. Zde se zapojil do bojů proti carským u města Brest. Poté bojoval i na srbské frontě.
Zde byl 18. srpna téhož roku povýšen do hodnosti generálporučíka (Generalleutnant). Ve velení brigády zůstává von Moser až do června roku 1916, kdy je převelen zpět na západní frontu, aby převzal velení 27. divize po generálporučíkovi Franzi von Pfeilovi. S divizí se účastní těžkých bojů na Sommě v červenci téhož roku.
Vrcholem von Moserovy kariéry se stalo jeho jmenování do funkce velitele XIV. záložního armádního sboru (XIV. Reserve-Armeekorps). Ve velení sboru vystřídal von Moser generálporučíka Georga Fuchse a jeho novým úkolem se stalo zabezpečit úsek fronty u vesnice Lagnicourt-Marcel na severu Francie, kde měl čelit australské 1. divizi generála Harolda Walkera.
Generálporučík von Moser se rozhodl napadnout australské jednotky, které držely úsek fronty o délce 12 km, zničit těžké zbraně a zásoby a poté se stáhnout zpět do výchozích pozic.
Útok byl z poloviny úspěšný. Von Moserovy jednotky prolomily frontu, kterou držela australská 1. a 2. divize, obsadily vesnici Lagnicourt-Marcel a její okolí, a zničily menší množství dělostřeleckých zbraní. Poté byly však nuceny se stáhnout. Za tuto bojovou akci byl generálporučík von Moser vyznamenán dne 26. dubna 1917 vysoce ceněným pruským řádem Pour le Mérite.

## Shrnutí vojenské kariéry
Data povýšení
- Propůjčena hodnost Fähnrich – 16. duben, 1877
- Fähnrich – 10. prosinec, 1877
- Sekondeleutnant – 7. říjen, 1878
- Premierleutnant – 23. únor, 1889
- Hauptmann – 14. září, 1893
- Major – 13. září, 1899
- Oberstleutnant – 10. duben, 1906
- Oberst – 24. březen, 1909
- Generalmajor – 1. říjen, 1912
- Generalleutnant – 18. srpen, 1915

Významná vyznamenání
- Pour le Mérite – 26. duben, 1917
- Pruský železný kříž I. třídy (První světová válka)
- Pruský železný kříž II. třídy (První světová válka)
- Pruský řád červené orlice II. třídy s meči – 7. únor, 1916
- Bavorský vojenský záslužný řád II. třídy s hvězdou a meči – 24. květen, 1917
- Komturkříž I. třídy saského Albrechtova řádu s meči
- Komturkříž württemberského vojenského záslužného řádu – 18. července, 1918
- Komturkříž I. třídy řádu württemberské koruny s meči – 5. září, 1916
- Velkokříž württemberského Fridrichova řádu s meči – 20. duben, 1917
- Odznak za zranění v černém
- Hamburský hanzovní kříž – 7. duben, 1916,
- Turecký železný půlměsíc – 7. duben, 1916
- Turecká medaile Imtiaz ve stříbře – 7. duben, 1916
- Rakouský vojenský záslužný kříž II. třídy s válečnou dekorací – 4. květen, 1916
- Rakouský řád železné koruny II. třídy s válečnou dekorací – 14. červenec, 1917
- Velkokříž bulharského vojenského záslužného řádu – 4. květen, 1918